# Ernie Ackerley
Ernest Nicol „Ernie“ Ackerley (* 23. September 1943 in Dunfermline; † 1. Juni 2017 in Melbourne) war ein englischer Fußballspieler.

## Karriere
Ackerley spielte für die Schülerauswahl von Manchester und kam 1958 zu Manchester United. 17-jährig erhielt er 1960 seinen ersten Profivertrag, Pflichtspieleinsätze für die erste Mannschaft blieben Ackerley allerdings verwehrt. Anfang 1963 verließ er den Klub wieder und – nach einer erfolglosen Probephase im Februar 1963 bei den Blackburn Rovers – schloss sich im März 1963 dem Viertligisten AFC Barrow an. Dort kam er bis Saisonende auf der Mittelstürmer- und beiden Außenstürmerpositionen zum Einsatz und erzielte in 15 Einsätzen zwei Tore. In der Saison 1963/64 war er mit zehn Toren in 38 Einsätzen mannschaftsintern gemeinsam mit dem früheren Nationalspieler Tommy Thompson bester Torschütze, die Saison endete aber enttäuschend auf dem letzten Tabellenplatz.
Im September 1964 folgte er seinem älteren Bruder Stan, der als Jugendspieler ebenfalls bei Manchester United gespielt hatte und später australischer Nationalspieler wurde, und emigrierte nach Australien. Dort schloss sich der Stürmer in Melbourne dem griechisch geprägten Klub South Melbourne Hellas an. Mit dem Verein gewann er in den folgenden Jahren zweimal die Victorian State League (1965, 1966) und zweimal den Ampol Cup (1969, 1970). In einer Partie gegen Melbourne Hungaria im Mai 1966 wurde er der erste Hellas-Spieler, dem vier Treffer in einer Partie der höchsten Staatsliga gelangen; die Saison 1965 beendete er als klubinterner Toptorschütze mit 16 Treffern.
1971 endete Ackerleys Fußballerlaufbahn bei Hellas nach 58 Toren in etwa 140 Ligaspielen. Später wurde er in die Hall of Champions des Klubs aufgenommen.
Ackerley starb im Juni 2017 in seiner Wahlheimat Melbourne im Bethlehem Hospital und hinterließ seine Ehefrau sowie zwei Kinder.